# Video Random Access Memory
Als Video Random Access Memory (kurz: VRAM, V-RAM oder WRAM) bezeichnet man DRAM, der vor allem in den Jahren 1993 und 1994 bis zur Jahrtausendwende als lokaler Speicher auf Grafikkarten Anwendung fand. Wichtigste Eigenschaft des Speichers sind zwei Ports (Dual-Port-RAM), ein „normaler“ zum wahlfreien Lesen und Schreiben (random access) und einer zum sequentiellen Lesen (Videosignal-Erzeugung).
Um die Jahrtausendwende wurde normaler RAM leistungsfähig genug, so dass normaler single ported-RAM (DDR oder GDDR) für Grafikkarten ausreichend wurde.
In vielen Computerzeitschriften wird auch heute noch mit VRAM der Speicher einer Grafikkarte bezeichnet, unabhängig von der Speichertechnologie.

## Aufbau
Konzeptuell besteht VRAM aus zwei Teilen:
- SAM (Serial Access Memory)
Das SAM-Interface dient zum Lesen der Daten für den RAMDAC zur Generierung des Videosignals. Es können nur sequentielle Lesezugriffe ausgeführt werden. Der Zugriff über das SAM-Interface (z. B. 110 MByte/s) ist etwas schneller als der über das DRAM-Interface (z. B. 60 MByte/s) und behindert Zugriffe über das DRAM-Interface kaum, da nur sehr selten (alle 2048, 4096 oder 8192 Byte) auf den eigentlichen RAM zugegriffen werden muss.

- DRAM (Dynamic Random Access Memory)
Dieses Speicherinterface dient dem Zugriff durch die CPU oder integrierter Grafikfunktionen des Grafikprozessors zum Erstellen von Texten, Grafiken und Bildern. Technologisch besteht das VRAM-Modul entweder aus FPM RAM (30–40 ns Zykluszeit) oder EDO RAM (20–30 ns Zykluszeit), was Taktfrequenzen von 50 bis 66 MHz ermöglicht.

## Weiterentwicklungen

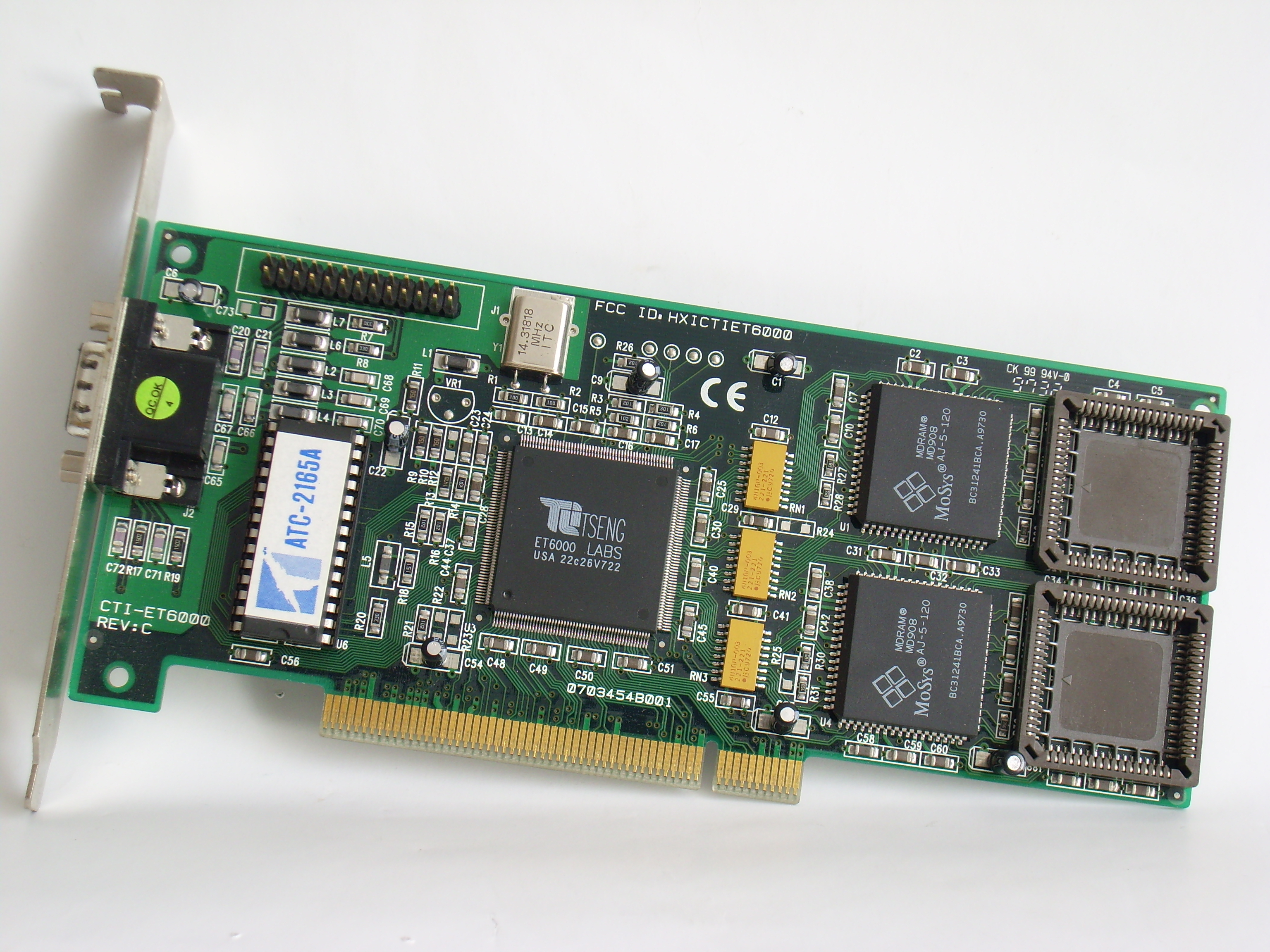
ET6000 mit 2 MB MDRAM von MoSys

- WRAM (Window RAM) ist analog zu VRAM mit getrennten Lese- und Schreibleitungen ausgestattet, bietet aber schnellere Zugriffszeiten und ist billiger in der Herstellung. Z. B. verfügen die Grafikkarten Matrox MGA Millennium und die Number Nine Revólution 3D „Ticket to Ride“ über WRAM.
- SGRAM (Synchronous Graphics RAM) ist ein technologisch mit SDRAM verwandter single-ported Speicher, d. h. gleichzeitige Lese- und Schreibzugriffe sind nicht möglich. Er bietet einen um Grafikoperationen erweiterten Funktionsumfang (z. B. blockweises Lesen und Schreiben) und höhere Taktfrequenzen.
- MDRAM (Multi-bank DRAM) ist als Feld unabhängiger Speicherbänke aufgebaut, die über einen gemeinsamen Bus verbunden sind. Mit dieser Struktur ist ein hoher Grad der Parallelisierung möglich. Die Grafikkarte Hercules Dynamite 128 (GPU: Tseng Labs ET6000) verfügt über bis zu 4 MB MDRAM.
- CDRAM (Cache DRAM) ist eine Mischung aus statischem Speicher (SRAM) und dynamischem Speicher (DRAM). Ähnlich dem Cache moderner Prozessoren werden beim CDRAM häufig benutzte Daten im schnellen SRAM abgelegt, was zu einer Leistungssteigerung führt.
- 3D RAM ist eine Entwicklung von Mitsubishi bestehend aus Speicherbausteinen mit dazwischen befindlicher integrierter Logik. So sind einige Grafikoperationen (z. B. z-Buffer-Test) direkt im Speicher ausführbar. Einsatz findet dieser Speicher in der UltraSparc von Sun Microsystems.
- GDDR-SDRAM (Graphics Double Data Rate SDRAM) ist ein auf DDR-SDRAM basierender Grafikspeicher, der sich durch optimierte Zugriffszeiten und hohe Taktfrequenzen auszeichnet.